# Cerodirphia consaepta
Cerodirphia consaepta är en fjärilsart som beskrevs av Max Wilhelm Karl Draudt 1930. Cerodirphia consaepta ingår i släktet Cerodirphia och familjen påfågelsspinnare. Inga underarter finns listade i Catalogue of Life.